# تفاعل الكبار مع الرضع
عندما يتلامس البالغون مع الرضع ، فمن غير المحتمل أن يكونوا قادرين على إجراء محادثة مناسبة، لأن الرضيع لا يعرف ما يكفي عن ثقافة البوب أو المعرفة العامة لخلق محادثة محفزة للكبار. أيضا، قد لا يفهم الكبار اللغة الطفل ولا يمكن أن تتصل حالتهم بشكل صحيح. لذلك، غالباً ما يغيّر البالغ شخصيته (ويتواصل بطريقة لا تتماشى مع البالغين الآخرين) من أجل محاولة استنباط ردة فعل من الرضيع، أو لتعليمه دروساً في الحياة، أو لتحفيزهم جسدياً. قد يبسّطون كلامهم لتلخيص الجمل أو الكلمات لتكرارها، أو التحدث بعبارات لا معنى لها (تعرف باسم حديث الطفل). قد يقوموا بعمل حركات بسيطة بإصبعهم (مثل الدوائر) على الأشياء ليقوموا بنسخها، أو الإشارة إلى أسماء / شعارات تجارية أو أشخاص في صور عائلية لمعرفة ما إذا كانوا يحددونها أم لا. قد يختارون أيضا لعب واحدة من الألعاب المختلفة، وكثير منها هي المفضلة القديمة (مثل أين الطفل أو حصلت على أنفك). في حين أن الوالدين أو مقدمي الرعاية قد يختارون أو لا يختارون القيام بذلك عندما يكونوا وحدهم مع الطفل، فعندما يكون الحضور في حضور المدعوين يميلون إما إلى تحويل هذا النوع من التفاعل تمامًا أو على الأقل تكون هذه الأشكال من التفاعل تتم بشكل جانبي في المحادثة. في بعض الأحيان يتم التفاعل مع بعضها البعض، مع مراعاة الكبار لمحاولاتهم، على الرغم من أن الرضيع لا يتفاعل، أو يتفاعل دون فهمه حقًا. في أوقات أخرى، يكون التفاعل من جانبين، ويستمد الطرفان المتعة أو مشاعر أخرى منه. بعض البالغين لا يتغيرون على الإطلاق عند وجود أطفال آخرين.

## الآباء والرضع
اقترح مقال في ساينس دايلي أن "الطريقة التي تتفاعل بها الأمهات مع أطفالهن في السنة الأولى من الحياة ترتبط ارتباطًا وثيقًا بكيفية تصرف الأطفال في وقت لاحق". "
"لا يمكن لأي محادثة ناضجة أو كحول أن ينخفض [في حفلة للبالغين فقط] عندما يكون هناك أطفال... بمجرد أن يصبح الطفل في المزيج، يكاد يكون مضمونًا أن يكون كل الاهتمام (خاصةً [الوالدين"]) مركّزًا على الشخص الصغير بدلاً من الأنشطة الكبر. "
في بعض الأحيان، عندما تدعو الأمهات المهتمات بالضيوف، يصبحون منشغلين باحتياجات أطفالهم، على الرغم من أن الأطفال يدمرون الجو ويسرقون الانتباه. وتذكرت أليكس ريتشاردز حفلة ما بعد المواليد حيث كانت «طفلة عمرها شهرين جيدة لفترة من الزمن، ولكنها أصبحت أكثر ضجيجًا ومضيفة مع تقدم الليل». أحيانًا، يتجاهل البالغون الأطفال الصغار، ويجدونهم مصدر إزعاج أو غير ذي صلة. عندما يحدث هذا، يتم وضعهم في playpens لإصلاح أنفسهم، أو ترك للتجول في المنزل.
```
تتذكر إيمي بومان أنه في حفل عشاء، وضعت ابنها البالغ من العمر 8 أشهر في الأسفل، و "بمجرد أن تصطدم بالأرض، قفزت كاتي" على الأطراف الأربعة إلى حافة الفناء وسحبت نفسها للوقوف في صالة كرسي "، بدلا من التحدث مع البالغين.
[
3
]
```

## ألعاب
- يمكن أن يساعد اللعب مع الأطفال في:
- الرابطة
- التحكم في المحرك والتنسيق بين اليد والعين
- المهارات الحركية الدقيقة والجسيم
- الهضم وتخفيف الإمساك
- المهارات الاجتماعية والتطور العاطفي
- التطور الحسي
- تطوير اللغة

### أنواع الألعاب
يحدد Babycenter.com الألعاب التالية للبالغين للعب مع الأطفال.
Copycat: إمساك لسانك وانتظاره للالتفاف على لسانه مرة أخرى. يمكنهم تجربة تعبيرات الوجه الأخرى مثل الابتسامة أو الضحك. بمجرد أن يكون الطفل أكثر خبرة، يمكن للمرء أن يجرب أشياء مثل التصفيق بأيديهم أو التلويح للطفل لتقليدها
دغدغة الأغاني: الغناء الأغاني مثل هذا أصبع صغير أو جولة وجولة في الحديقة ودغدغة لهم في نهاية المطاف. بعد التكرار، «سيبدأ الطفل... في الضحك في توقع متحمس لـ [هو]». ألعاب مثل هذه تحسين مهارات ذاكرة الرضع.
لفة وتمتد: عندما يبدأ الطفل في رفع يده عندما يرقد على بطنه، فإنه يمكن أن يلف «كرة زاهية الألوان عبر خط رؤيتها حول 60 سم من جسدها». سوف تمتد نحوها. هذا التمرين يقوي عضلات العنق والذراع والساق.
اصطادني : أضع لعبة على إحدى الخيط (يفضل بشكل صارم) أمام عيون الأطفال، أو الرضيع للمس و / أو الاستيلاء. هذا التمرين يساعد على بناء التنسيق بين العين واليد.
سحر الفقاعات: عندما يفتن الأطفال بالفقاعات، يمكن للمرء لعب ألعاب متنوعة ذات صلة بالفقاعات مثل نفخ الفقاعات عليهم باستخدام لعبة تهب الفقاعات. يمكنهم معرفة السبب والنتيجة عن طريق لمس الفقاعات ومشاهدتها.
عرض العرائس: وضع عرض دمية لهم. إن صنع الدمى والرقص والدغدغة والتقبيل يساعد في تطوير خيالهم.
داخل وخارج: لأن الأطفال يحبون تفريغ الأشياء (مثل حقائب اليد أو صناديق الأنسجة)، يمكن للمرء أن يخلق لعبة للخروج من هذا عن طريق ملء وعاء كبير أو وعاء مع أشياء مثيرة للاهتمام. مع الطفل، تفريغها واللعب مع الأشياء. يمكن أن يتعلموا عن الحجم والشكل والوزن، كبيرة، صغيرة، فارغة وكاملة.
ملعب المغامرات: جعل «دورة عقبة مصغرة من الوسائد... وابتعاد عن ظهرها»، وضع الألعاب في جميع أنحاء الكلمة لهم للتنقل طريقهم. يساعد هذا التمرين على تطوير قوة الجسم والتوازن والتنسيق.
ركلة الكرة: وضع كرة صغيرة أمام الطفل وتشجيعهم على ركلها عن طريق التقاطهم من الذراعين وتحريك ساقهم نحو الكرة. هذا العمل المتأرجح يبني عضلات المعدة والساق.
طاقة البرج: استخدام عناصر قديمة أو غير مستخدمة مثل صناديق الحبوب، أو الكتب الخفيفة الوزن أو الأوعية البلاستيكية، وإخراج برج منها، حتى يتمكن الطفل من الإيقاع. يتعلمون عن الأشكال والأحجام، ويستمدون المتعة من مشاهدة البرج ينهار.
- بعض الألعاب الأخرى هي كما يلي:

الموسيقى المرح قم بتشغيل بعض أغاني الأطفال أو الألحان، وساعد الطفل على التحرك والتصفيق على إيقاع الموسيقى عن طريق السماح للطفل بمحاكاة تحركاتك.
النظر في المرآة خذ مرآة ووضعها أمام الطفل حتى يتمكنوا من رؤية انعكاسهم للمتعة.
Hide & Seek إذهب لإخفاء واحدة من لعبة الطفل المفضلة ثم خذ الطفل معك لإيجاد اللعبة.
Roll Ball - من أجل المرح، يتابع الطفل إذا استمر في تدحرج الكرة إلى الجنين وترك الطفل يدفع الكرة إلى الخلف. سوف يساعد الطفل على اكتساب المهارات الحركية.
استمتع بالمرح في الخارج مع طفلك واسمح للطفل أن يستمتع بجمال الطبيعة مثل العشب والزهور والأشجار وحيوانات الجيران التي قد تذهل الطفل.
الموسيقى من المطبخ إن توفير أنواع مختلفة من الأصوات أو الموسيقى من المطبخ باستخدام أدوات مثل القدور والمقالي سيساعد على تطوير الطفل الصوتي الحسي.
خارج المرح دع طفلك يذهب إلى الحديقة أو الفناء الخلفي حتى يشعر الطفل بالخارج. السماح للرضيع بالزحف على العشب، والشعور بالريح، ورائحة الروائح الحلوة من الزهور.
 .

## حديث الطفل
«عند التحدث مع الأطفال، من المهم أن ينشأ الحوار من اهتمام حقيقي. وبعبارة أخرى، يجب على مقدمي الرعاية أن يكونوا مع الأطفال، والتحدث مع الأطفال ومعرفة ما يفكرون فيه. عرض اهتمام حقيقي والتمتع في قضاء الوقت مع الأطفال يظهر أيضًا أنك تقدرها وتحترمها».